# A Boy and His Blob: Trouble on Blobolonia
Cet article concerne le jeu NES de 1989. Pour le jeu vidéo sorti sur Wii en 2009, voir A Boy and His Blob.
A Boy and His Blob: Trouble on Blobolonia est un jeu vidéo développé en 1989 par Imagineering pour la console Nintendo Entertainment System. Le jeu a été édité par Absolute Entertainment en Amérique du Nord, par Nintendo en Europe et par Jaleco au Japon. A Boy and His Blob suit l'aventure d'un jeune garçon et de son ami « blob » changeur de forme pour sauver la planète Blobolonia des griffes d'un empereur maléfique.
A Boy and His Blob est un jeu de plates-formes et de réflexion dans lequel le joueur contrôle le garçon : le gameplay repose sur les jelly beans de différents goûts que le garçon donne à son blob. Ces bonbons permettent au blob de se transformer en différents objets pour franchir des obstacles et parcourir l'univers du jeu. A Boy and His Blob a été conçu et développé par David Crane. Une fois la licence de Nintendo obtenue en été 1989, le développement peut démarrer et se termine au bout de six semaines de travail intense. Crane a décrit le concept global de son jeu — le garçon accompagné d'un blob polymorphe — comme non-conventionnel et a voulu profiter de cette occasion pour fournir un panel d'outils variés au joueur.
La réaction de la critique envers A Boy and His Blob a été très mitigée. Même si la plupart des observateurs reconnaissent l'originalité du gameplay, d'autres estiment que sa réalisation laisse à désirer. Le jeu a remporté le prix du « Best of Show » du Consumer Electronics Show (CES) 1989 et un Parents' Choice Award en 1990. A Boy and His Blob a eu une suite sur Game Boy du nom de The Rescue of Princess Blobette. Après deux tentatives échouées visant à porter la série sur les autres consoles portables de Nintendo, une réinterprétation de Trouble on Blobolonia est sortie sur Wii en 2009, développée par WayForward Technologies et éditée par Majesco Entertainment. La même année, le jeu NES original a été mis à disposition sur la console virtuelle de la Wii en Amérique du Nord et dans la région PAL.

## Système de jeu
A Boy and His Blob: Trouble on Blobolonia est un jeu de plates-formes et de réflexion. Le jeu met en scène un jeune garçon et son ami extraterrestre, Blobert, qui cherchent à sauver Blobolonia, sa planète d'origine. Celle-ci a été plongée sous le contrôle d'un empereur diabolique qui soumet ses habitants à un régime uniquement composé de sucreries. Le garçon et Bloblert explorent un réseau de métro et des souterrains sur Terre à la recherche de trésors qui les aideront dans leur quête, avant d'aller sur Blobolonia et de vaincre l'empereur. Ils doivent éviter des obstacles tels que des rochers, des stalagtites et stalagmites, et des serpents. A Boy and His Blob n'est pas un jeu à défilement horizontal, les personnages traversent plutôt une série de d'écrans statiques et interconnectés. Bien que le jeu soit un jeu de plates-formes, le garçon peut uniquement courir vers la droite ou la gauche. Il ne sait ni sauter, ni nager, et une chute trop grande le tuera à l'atterrissage.

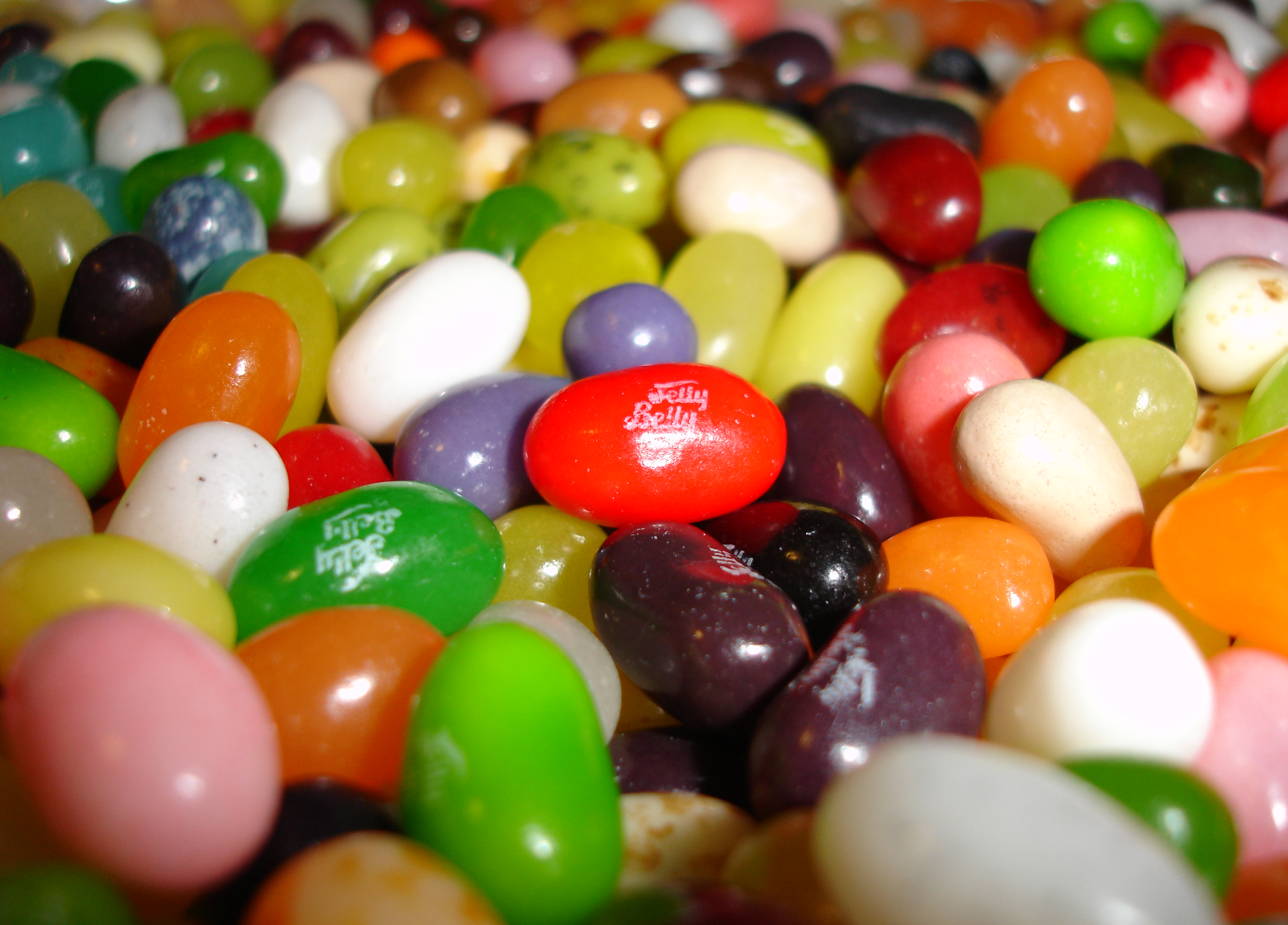
C'est grâce aux jelly beans de différentes couleurs que lui donne le garçon que le blob est capable de se transformer.

Blobert étant contrôlé par la console, le joueur ne peut diriger que le garçon. Il doit compter sur le blob et ses différentes transformations pour franchir des fossés, atteindre des plates-formes situées en hauteur et affronter les obstacles et les ennemis. C'est en mangeant une boule de gomme que Blobert change de forme. À chaque goût de bonbon correspond une forme : par exemple, une boule de gomme à la réglisse le transforme en échelle, et la pomme en fera un cric. Le manuel du jeu encourage le joueur à essayer les différents goûts de boules de gomme pour en découvrir les effets avant de se lancer dans l'aventure. Siffler permet à Blobert de retrouver sa forme initiale et de se remettre à suvire le garçon.
En explorant les cavernes, les protagonistes ramassent des trésors et des diamants, qui augmentent le score global, et qui peuvent être échangés contre des vitamines dans un magasin. Ces vitamines font office de munitions pour le « Vita Blaster », le seul moyen de défense du garçon une fois sur Blobolonia. Durant leur aventure, les personnages trouvent aussi des boules de gomme supplémentaires et des bonbons à la menthe, qui confèrent des vies supplémentaires,,.

## Développement
A Boy and His Blob: Trouble on Blobolonia a été développé par Imagineering, studio interne de Absolute Entertainment. Le jeu a été conçu et programmé par David Crane avec l'aide de Garry Kitchen, auparavant collègues chez Activision,. Kitchen était le fondateur et président d'Absolute Entertainment, société créée comme filiale d'Activision et qui s'est mise à son compte en 1988, époque vers laquelle Crane rejoint Kitchen chez Absolute. Avec ce jeu, David Crane avait pour objectif de faire progresser le genre de l'aventure comme il l'avait fait quelques années auparavant avec Pitfall! sur Atari 2600. Depuis la sortie de sa suite Pitfall II: Lost Caverns, les jeux d'aventure ont évolué et ont commencé à proposer des outils permettant aux personnages d'intéragir avec l'environnement du jeu. Ne trouvant pas les écrans d'inventaires « élégants », il décide d'implémenter ces outils d'une autre manière. C'est en souvenant des personnages de Gloop et de Gleep, des blobs polymorphes, de la série The Herculoids du studio Hanna-Barbera que lui vient l'idée de Blobert. Une fois le principe du jeu établi, Crane a travaillé sur une wish-list des transformations du blob, accompagné d'une équipe de designers pour les dessiner en jeu. Les différentes formes ont été choisies en fonction de leur rendu à l'écran, en prenant compte des limites graphiques de la NES. D'après Crane, des objets comme le pont ou l'échelle étaient « essentiels », mais de nombreuses idées ont dû être écartées comme leur fonction n'aurait pas été immédiatement claire pour le joueur. Ce n'est que ensuite que les puzzles se servant de ces différents objets ont été créés.

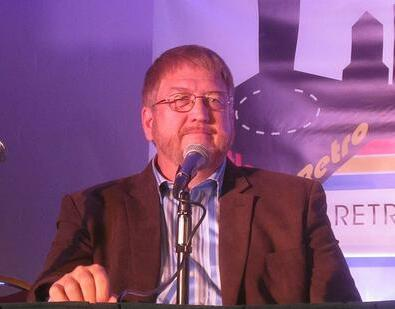
David Crane, concepteur et développeur de A Boy and His Blob: Trouble on Blobolonia

14 types de boules de gomme ont été implémentées dans A Boy and His Blob: Trouble on Blobolonia. Afin de faciliter le jeu, chaque goût de bonbon porte un nom formant un jeu de mots avec ou sonnant comme la transformation associée. Par exemple, la boule de gomme à la mandarine transforme Blobert en trampoline. Le mode d'emploi américain liste un bonbon au raisin, or celui-ci n'est présent que dans une ancienne version du jeu envoyée à Nintendo. Cette saveur transformait le blob en un mur qui repoussait les ennemis. La version du jeu en question, une fois envoyée à Nintendo, y fut « l'un des jeux les plus joués »,. À cette époque, il était possible que le garçon soit séparé du blob, empêchant le joueur de progresser. Un cadre supérieur de Nintendo a perçu cette situation comme étant un bug, David Crane a donc remplacé la boule de gomme au raisin par un bonbon au ketchup qui téléporte le blob au niveau du garçon,.
A Boy and His Blob: Trouble on Blobolonia a obtenu une licence officielle de Nintendo durant l'été 1989. Là où le développement des jeux NES prenait d'habitude six à huit mois, Imagineering a programmé A Boy and His Blob: Trouble on Blobolonia en juste six semaines,. David Crane a loué un petit asile de nuit non loin de son bureau pour travailler de 16 à 20 heures par jour sur le projet. Après avoir passé les deux derniers jours de développement sans sommeil, il s'est rendu au CES de Chicago pour faire la démonstration de son jeu, puis a passé plusieurs nuits dans son hôtel à corriger des bugs,. Le jeu est sorti juste à temps pour Noël 1989, première parution de Absolute sur NES,. David Crane garde un bon souvenir des phases de développement des premiers jeux d'Absolute, mais a expliqué que « sous le règne de Nintendo, le marché de l'édition de jeux vidéo était très dur », en rappelant que nombre d'éditeurs ont fait faillite à cette époque. L'équipe fut un temps en discussion avec l'un des producteurs des longs métrages d'animation Transformers pour concevoir un jouet et un film accompagnant la sortie du jeu vidéo. Ce projet n'a pas pu voir le jour à cause des délais trop courts, ne pouvant pas diviser les ressources de production en trois, entre le jeu, le jouet et le film,. Pour sa sortie japonaise, en novembre 1990, le jeu a été renommé en Fushigi na Blobby: Blobania no Kiki (ふしぎなブロビー ブロバニアの危機, littéralement Mystérieux Blobby : La crise de Blobania).

## Accueil
Les réactions critiques face à A Boy and His Blob: Trouble on Blobolonia ont été mitigées. De nombreux avis publiés à la sortie du jeu ont salué l'originalité du concept du jeu. Les rédacteurs des magazines Mean Machines et Dragon Magazine ainsi que Edward J. Simrad du Milwaukee Journal ont tous affirmé que le gameplay du jeu était fun et stimulant, et qu'il reposait sur une idée inventive et originale,,. Les deux critiques de Mean Machines ont souligné les graphismes de A Boy and His Blob: Trouble on Blobolonia, affirmant que « certains arrière-plans sont numérisés et superbement colorés. Le garçon se déplace avec fluidité [et] réalisme et le Blob est un chef-d'œuvre d'animation. » Edward J. Simrad, qui considère le jeu comme étant une version actualisée du précédent jeu de David Crane, Pitfall!, n'a pas autant été impressionné par le visuel du jeu, remarquant que le développeur avait toujours préféré allouer la mémoire disponible à la taile du labyrinthe.
Les quatre testeurs de Electronic Gaming Monthly ont trouvé A Boy and His Blob: Trouble on Blobolonia juste moyen à cause du peu d'ennemis et de l'absence de défilement des écrans. Bien qu'ils aient tous fait des commentaires positifs sur sa formule de jeu unique, l'un des auteurs a estimé qu'il « n'exploite jamais pleinement son potentiel ». Cette opinion a été partagée par Lucas M. Thomas de l'IGN, qui livre un avis plus négatif sur le jeu. « Même si l'idée derrière A Boy and His Blob était certainement unique, et même louable, » explique-t-il, « la mise en pratique du concept n'a pas donné lieu à un jeu très amusant. » Thomas a reproché au jeu ses contrôles, ses environnements vastes et vides ainsi le nombre limité de boules de gomme qu'il fournit au joueur, lui laissant « juste le gimmick des transformations du blob ». Jeremy Parish de 1UP.com estime que les mécanismes die and retry du jeu, potentiellement frustrants au début, s'atténuent une fois que le joueur s'habitue et maîtrise les différents outils mis à sa disposition.
Stuart Hunt de Retro Gamer explique que « A Boy and His Blob: Trouble on Blobolonia a été un succès phénoménal pour Absolute Entertainment, devenant l'un des plus grands succès de l'entreprise et dépassant toutes les espérances de l'équipe. » Le jeu a remporté le prix du « Best of Show » lors de son annonce au Consumer Electronics Show (CES) 1989. La Parents' Choice Foundation a décerné à A Boy and His Blob: Trouble on Blobolonia un Parents' Choice Award en 1990,. David Crane a particulièrement été touché par cette dernière récompense, remise par une organisation qu'il appréciait avant et après de devenir parent lui-même.
Depuis la sortie originale du jeu, A Boy and His Blob: Trouble on Blobolonia a fait l'objet de quelques mentions dans les médias. En 2005, Jason Poland, chroniqueur à l'Université de Houston, a fait le lien entre le concept du jeu, où un jeune garçon devient ami avec un extraterrestre, et le thème central d'un bon nombre de films des années 1980 comme E.T., l'extra-terrestre et Starfighter. Le journaliste a trouvé le lien d'autant plus fort avec le premier de ces deux films, dans lequel le protagoniste terrien nourrit son ami alien avec des bonbons. « Même s'il échappe au placement de produit de la marque Jelly Belly, » explique Poland, « A Boy and His Blob recouvre les intrigues de tous les films de science-fiction des années 1980 et fait office de conclusion à l'ensemble du genre. » Le site GamesRadar a cité la sortie de A Boy and His Blob: Trouble on Blobolonia comme un évènement marquant dans l'histoire du jeu vidéo, étant le premier jeu à proposer un partenaire contrôlé par la console. Malgré la faible note qu'il a attribué au jeu, IGN place A Boy and His Blob: Trouble on Blobolonia 74e meilleur jeu de la NES, grâce à son gameplay innovant et son mélange réussi de réflexion et de plates-formes.

## Postérité
Une suite de A Boy and His Blob: Trouble on Blobolonia est sortie sur Game Boy sous le nom de The Rescue of Princess Blobette. Ce jeu suit une fois de plus les deux personnages éponymes dans leur aventure pour sauver une princesse enfermée dans la tour d'un château. Majesco Entertainment a racheté les droits de la série après la fermeture de Absolute Entertainment. Une suite pour Game Boy Advance, A Boy and His Blob: Jelly's Cosmic Adventure a été annoncée par Majesco en 2001. Le jeu a finalement a été annulé. Majesco a annoncé en 2005 qu'une autre suite était en cours de développement pour la Nintendo DS, par Skyworks Technologies, une société fondée par David Crane et Garry Kitchen en 1995,,. Elle devait se dérouler six ans après A Boy and His Blob: Trouble on Blobolonia. Cette suite devait présenter des objets en 3D, de 15 à 20 types de boules de gomme différents, 15 niveaux et l'intégration de l'inventaire sur l'écran tactile de la console,,. Cependant, les problèmes financiers de Majesco ont repoussé indéfiniment la sortie du jeu.
Une ré-interprétation sur Wii de A Boy and His Blob: Trouble on Blobolonia, du nom de A Boy and His Blob, a été développée par WayForward Technologies et éditée par Majesco en 2009. David Crane n'a pas pris part à la création de ce nouveau jeu,. La même année, A Boy and His Blob: Trouble on Blobolonia a été réédité sur la console virtuelle de la Wii dans les régions nord-américaines et PAL,. Un autre titre de la série a été cité comme étant en développement pour la Nintendo 3DS lors de l'Electronic Entertainment Expo 2010. WayForward a plus tard annoncé que la présence du jeu dans cette liste était une erreur, et qu'aucun jeu A Boy and His Blob n'était en production.